# 小行星7089
小行星7089（英語：7089）是一颗围绕太阳公转的小行星。1992年3月23日，上田清二、金田宏在钏路市发现了此天体。
这颗小行星的绝对星等为44.63992333854145等。